# From Sarah with Love
«From Sarah with Love» es una canción de la cantante alemana Sarah Connor. Fue escrita por Rob Tyger, Kay Denar y Sarah Connor para el álbum debut de esta última, Green Eyed Soul (2001), y publicada como su tercer sencillo el 5 de noviembre de 2001.
La canción alcanzó el número uno de las listas de sencillos en Alemania y Austria y se convirtió en el sencillo más exitoso de Connor hasta esa fecha. "From Sarah with Love" fue nominada a mejor sencillo nacional – Rock/Pop en los premios ECHO de 2002, y fue triple disco de oro en Alemania.

## Listado de canciones
Sencillo en CD europeo
1. «From Sarah with Love» (Radio Versión) – 4:12
2. «From Sarah with Love» (Kayrob Dance Mix) – 4:02

Maxisencillo en CD europeo
1. «From Sarah with Love» (Radio Versión) – 4:12
2. «From Sarah with Love» (Kayrob Dance Mix) – 4:02
3. «Man of My Dreams» – 3:11

## Posición en las listas
| Listas (2001)           | Máxima posición |
| ----------------------- | --------------- |
| Alemania                | 1               |
| Austria                 | 2               |
| Bélgica (Flanders)      | 6               |
| Bélgica (Valonia)       | 6               |
| Europa                  | 5               |
| Finlandia               | 3               |
| Hungría (Rádiós Top 40) | 3               |
| Noruega                 | 14              |
| Países Bajos            | 6               |
| Rumania                 | 2               |
| Suecia                  | 38              |
| Suiza                   | 1               |

### Certificaciones
| País     | Certificación |
| -------- | ------------- |
| Alemania | 3x Oro        |
| Austria  | Oro           |
| Bélgica  | Oro           |
| Suiza    | Platino       |